# Memnon von Rhodos
Memnon (altgriechisch Μέμνων Mémnōn; † 333 v. Chr.) war der Bruder des Mentor und ein Heerführer des Perserkönigs Dareios III. im Krieg gegen Alexander den Großen. Er wurde in der ersten Hälfte des vierten Jahrhunderts vor Christus auf Rhodos geboren. Als Grieche verdingte er sich wie viele seiner Landsleute als Söldner bei den über Kleinasien herrschenden Persern.
Memnon und sein Bruder erhielten von Artabazos II. in der Troas ein Lehen und unterstützten ihn im Aufstand gegen seinen Rivalen Ariobarzanes. Als dieser scheiterte, flohen Memnon und Artabazos um 353 v. Chr. in die makedonische Hauptstadt Pella. 343 v. Chr. wurden Memnon und Artabazos Amnestie und die Rückkehr aus dem Exil gewährt, da Mentor bei der Eroberung Ägyptens durch Artaxerxes III. gedient hatte. Memnon und Artabazos brachten wichtige Botschaften über die Pläne Philipps II. Nach dem Tode Mentors heiratete Memnon dessen Witwe Barsine.
Memnon riet den Persern, die angreifenden Makedonen durch eine Taktik der verbrannten Erde ins Leere laufen zu lassen und zudem die weit überlegene persische Flotte im Rücken der Invasoren, die als die zu Lande überlegenen Soldaten galten, einzusetzen. Dieser Vorschlag, der bereits in der Antike als vielversprechende Strategie eingeschätzt wurde, war aber mit dem Ehrgefühl der Perser nicht vereinbar: Das eigene Gebiet sollte geschützt, nicht verwüstet werden, und es galt zudem als ehrlos, den Angreifern die Schlacht zu verweigern. Auch Memnons Ratschlag für die Schlacht am Granikos wurde von den Satrapen des Großkönigs offenbar nicht befolgt, was eine bittere Niederlage nach sich zog. Nach der Niederlage zog Memnon mit seiner Truppe in die Hafenstadt Halikarnassos und ließ die Abwehranlagen verstärken.
Dennoch wurde die Verteidigung der Stadt nach einer mehrmonatigen Belagerung überwunden. Memnon musste die Stadt preisgeben und sich auf die Hafeninsel und eine vorgelagerte Festung zurückziehen. Vor dem Rückzug ließ er alle Stadtviertel und Waffenmagazine nahe der Stadtmauer in Brand stecken. Das Mausoleum entging den Flammen.
Dareios III. übertrug Memnon den Oberbefehl über die persische Flotte in der Ägäis. Da diese durch Alexanders Taktik, vor allem die Hafenstädte zu besetzen, weitgehend von der ionischen Küste verdrängt war, versuchte Memnon, die Makedonen von Europa abzuschneiden und in Griechenland die von Sparta betriebene Erhebung gegen Alexander in Gang zu bringen. Er begann mit der Besetzung der Inseln, vor allem Chios und Lesbos. Auf Lesbos starb er 333 v. Chr. unerwartet bei der Belagerung von Mytilene. Er galt als Alexanders gefährlichster Gegner. Sein Nachfolger Pharnabazos III. übernahm den Oberbefehl über die Flotte, doch erhielt er bald darauf die Weisung, seine Söldnertruppen nach Syrien zu bringen, um die Rüstungen des Großkönigs zu verstärken. Damit waren die Offensivpläne der persischen Flotte begraben. Auf die Nachricht vom Ausgang der Schlacht bei Issos 333 v. Chr. löste sich die Armada auf, da die kyprischen und phönikischen Kontingente den Rückzug antraten.